# اهداف و نتایج کلیدی
اهداف و نتایج کلیدی (به انگلیسی: Objectives and key results) (OKR) یک چارچوب (فریمورک) برای تعریف و ردیابی اهداف و نتایج آنها است.
توسعه OKRها عموماً به اندی گرو «پدر OKRها» نسبت داده می‌شود که این رویکرد را در زمانی که در اینتل کار می‌کرد، به این مجموعه معرفی و در سال ۱۹۸۳ در کتابی با عنوان مدیریت خروجی بالا مکتوب کرد. جان دوئر، مفهوم ساده اما مؤثر گروو را این‌طور توضیح داده‌است: «نتایج کلیدی باید قابل اندازه‌گیری باشند. اما در انتها باید بتوانید به آن نگاه کرده و بدون هیچ بحثی بگویید که: آیا این کار را انجام داده‌ام یا که این کار را انجام نداده‌ام؟ بله یا نه؟ به همین سادگی. هیچ قضاوتی در آن نیست.»
OKRها از یک هدف -یک هدف مشخص و به‌وضوح تعریف شده- و یک یا چند نتیجه کلیدی -مشخصه‌های خاص برای نظارت بر دستیابی به اهداف- تشکیل شده‌اند. هدف OKR این است که نحوه رسیدن به اهداف را از طریق اقدامات بنیادین، مشخص و قابل اندازه‌گیری تعریف کند. نتایج کلیدی را می‌توان در مقیاس ۰–۱۰۰٪ یا هر واحد عددی دیگری (به عنوان مثال: دلار، درصد، موارد و مشابه آن) اندازه‌گیری کرد. همچنین اهداف باید با مجموعه اقدامات دیگر که عبارتند از برنامه‌ها و فعالیت‌هایی که به ما برای دستیابی به اهداف و نتایج اصلی کمک می‌کنند، همراه شوند.
در سال ۱۹۷۵، جان دوئر که در آن زمان به عنوان فروشنده برای اینتل کار می‌کرد، در یک دورهٔ آموزشی اندی گروو در این شرکت شرکت کرد و با نظریه OKRها آشنا شد. در سال ۱۹۹۹ که دوئر برای شرکت Kleiner Perkins Caufield & Byers -یک شرکت سرمایه‌گذاری خطرپذیر- کار می‌کرد، ایده OKRها را به استارتاپ که Kleiner Perkins Caufield & Byers در آن سرمایه‌گذاری کرده بود و گوگل نام داشت، معرفی کرد. این ایده در آن زمان اجرایی شد و OKRها به‌سرعت به عنوان یک «راهکار مدیریتی که کمک می‌کند که شرکت اطمینان حاصل کند که تلاش‌هایش در سراسر سازمان، بر روی موضوعات مهم متمرکز است»، به فرهنگ مرکزی گوگل تبدیل شدند.
لری پیج، مدیر عامل آلفابت و یکی از بنیانگذاران گوگل، به OKRها در مقدمه کتاب دوئر اشاره کرده‌است: "OKRها به ما کمک کرده‌اند بارها و بارها بیشتر از رشد ۱۰ برابری برسیم. همچنین کمک کرد که مأموریت دیوانه‌وار و جسورانه‌مان که "ساماندهی اطلاعات جهان" بود قابل دستیابی شود. آنها من و بقیه شرکت را زمانی که بیشترین اهمیت وجود داشت، سر وقت و در مسیر نگه داشتند.»
از زمانی که OKRها در گوگل محبوب شدند، در چندین شرکت نوپای حوزه فناوری از جمله LinkedIn, توییتر و Uber مورد توجه قرار گرفتند.
OKRها ممکن است در سراسر سازمان به قصد ارائه به تیم‌ها و در جهت شفافیت اهداف و همراستایی و تمرکز عملکردها به اشتراک گذاشته شوند. OKRها معمولاً در شرکت، تیم یا در سطح افراد، مورد استفاده قرار می‌گیرند با این وجود انتقاداتی نیز نسبت به آن وجود دارد. مخالفان این ادعا را مطرح می‌کنند که اجرای آن بیش از حد به رویکردهای آبشاری منتهی می‌شود در حالی که OKRها از بسیاری جهات سعی دارند مخالف این رویکرد باشند.
OKRها در همپوشانی با دیگر چارچوب‌های مدیریت عملکرد -از نظر پیچیدگی- در جایی بین KPI و کارت امتیازی متوازن قرار می‌گیرند.